# Volontaires (Métro Paris)

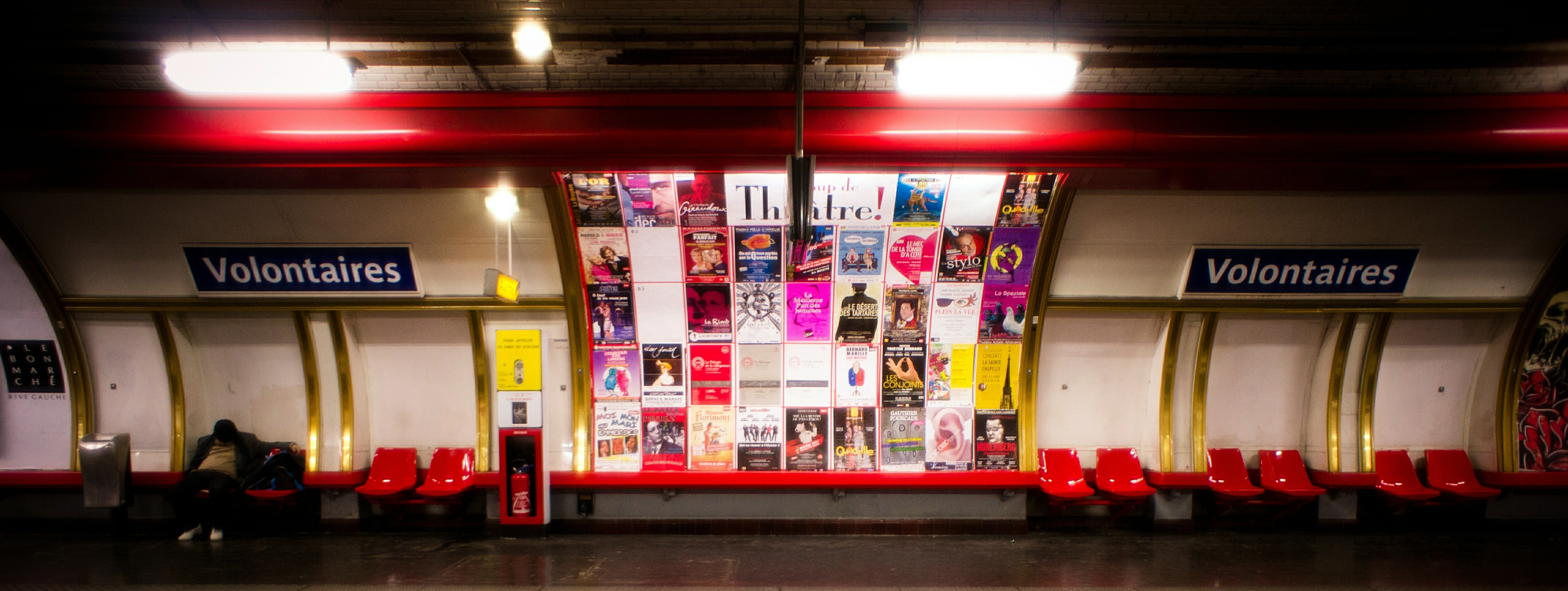
2015 entfernte Wandverkleidungen

Der U-Bahnhof Volontaires [vɔlɔ̃tɛʁ] ist eine unterirdische Station der Linie 12 der Pariser Métro.

## Lage
Die Station befindet sich im Quartier Necker an der Grenze zum Quartier Saint-Lambert im 15. Arrondissement von Paris. Sie liegt längs unter der Rue de Vaugirard in Höhe der kreuzenden Rue des Volontaires.

## Name
Den Namen gibt die Rue des Volontaires. Sie entstand als Ruelle Volontaire (etwa: Absichtliche Gasse), die 1822 von Anwohnern geschaffen wurde, um eine bestehende Sackgasse mit der Rue de Vaugirard zu verbinden. Die spätere Namensänderung in Rue des Volontaires (Straße der Freiwilligen) ist vermutlich eine Hommage an die freiwilligen Soldaten des Jahres II der Französischen Revolution.

## Geschichte und Beschreibung

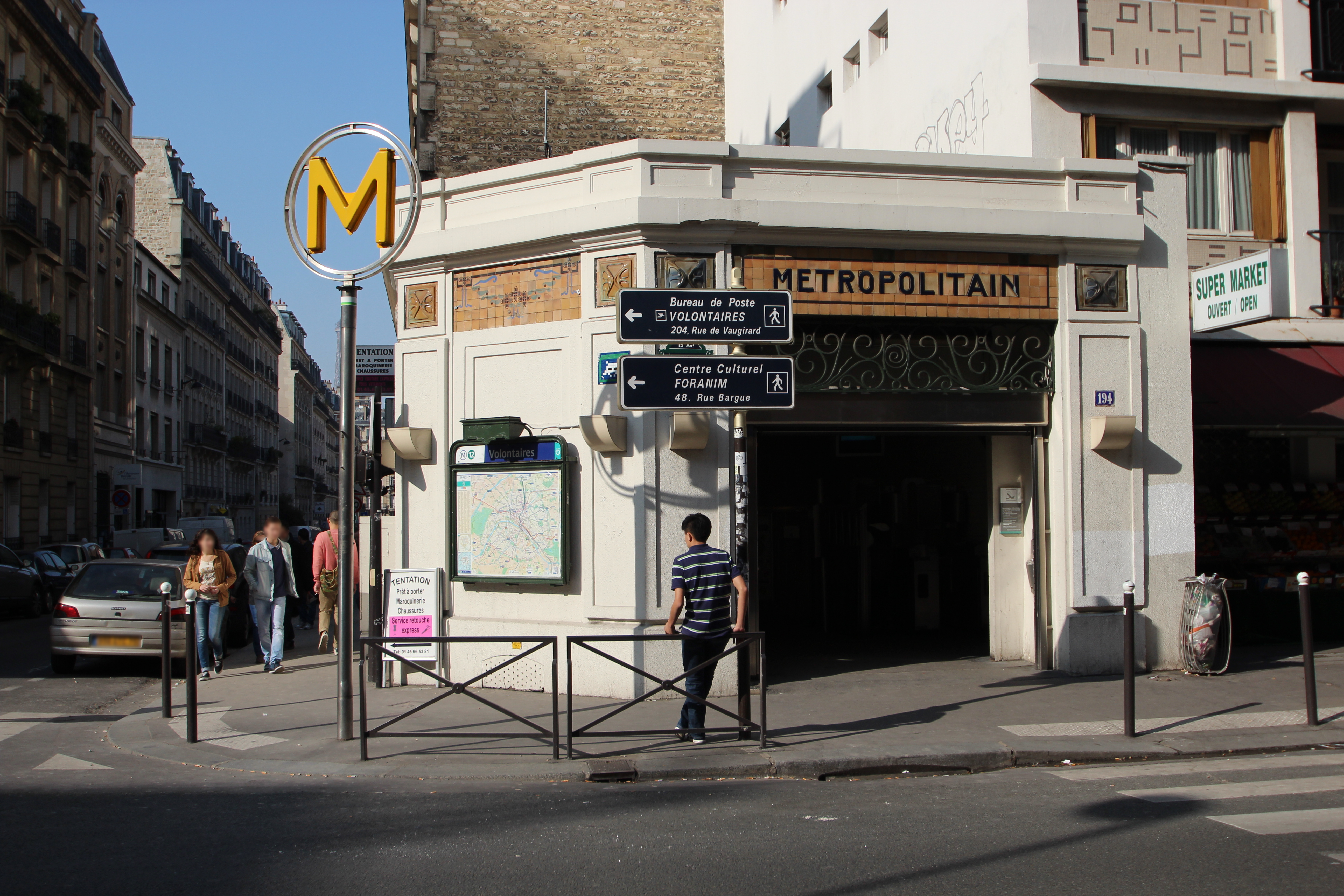
Zugangsgebäude aus dem Jahr 1910

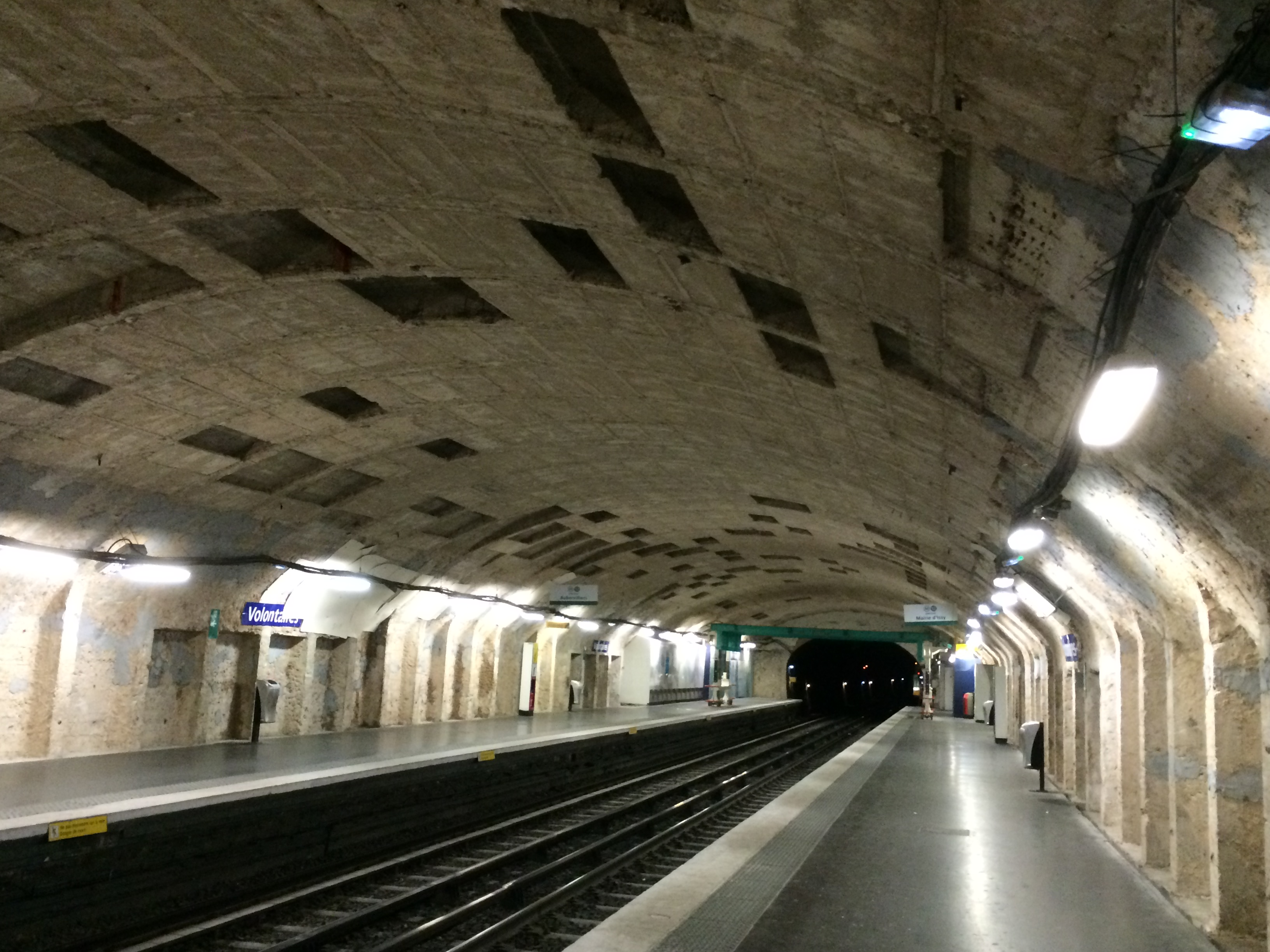
Station nach Entfernung der Wandverkleidungen und der Deckenfliesen, 2016

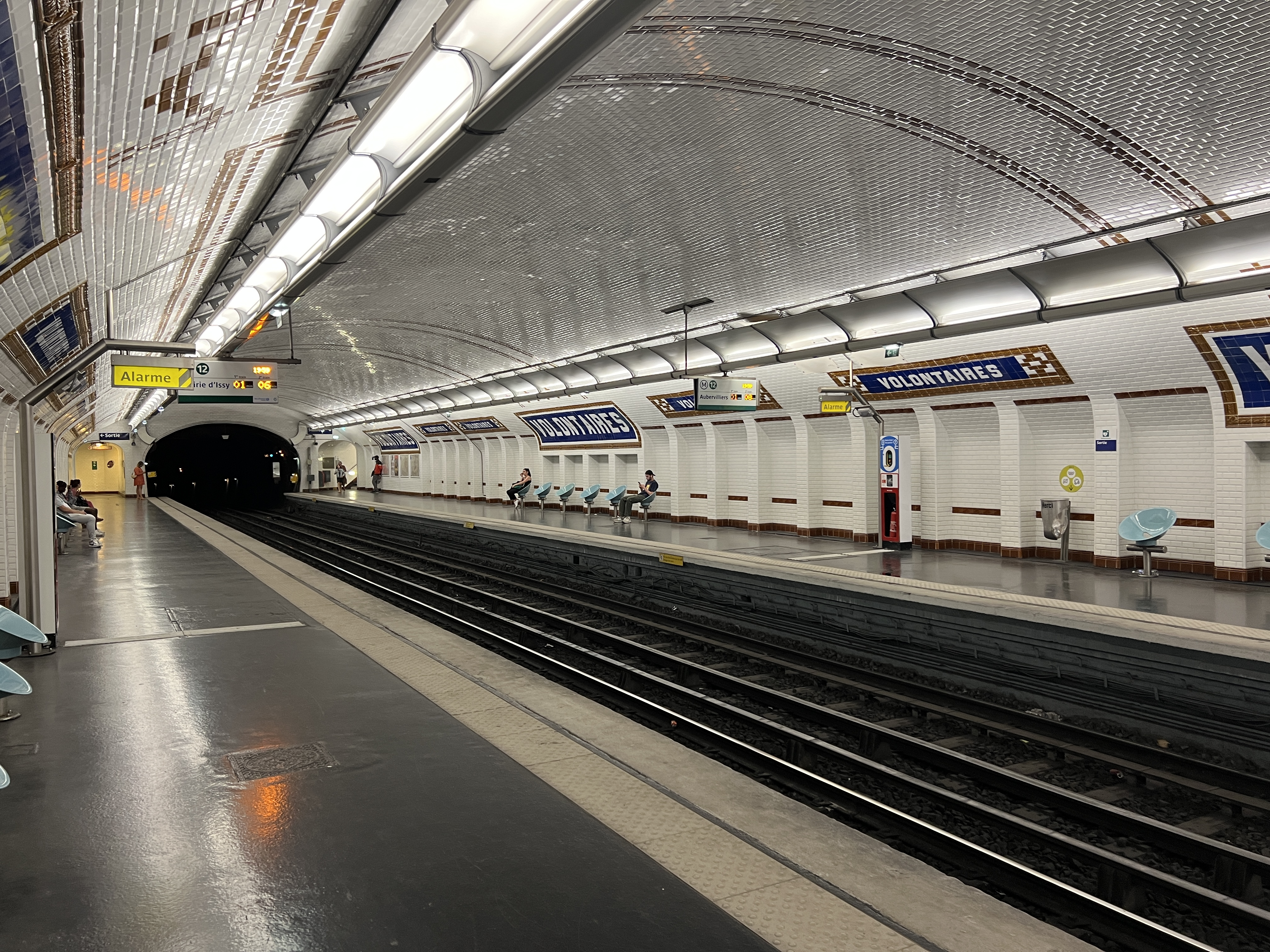
Station nach der Restaurierung im aktuellen Zustand

Die Linie 12 wurde als Linie A von der Société du chemin de fer électrique souterrain Nord-Sud de Paris (Nord-Sud) gebaut und bis 1930 von ihr betrieben. Mit der Eröffnung des ersten Abschnitts von Notre-Dame-de-Lorette bis Porte de Versailles ging die Station Volontaires am 5. November 1910 in Betrieb. Am 27. März 1931 wurde die Linie A in Linie 12 umbenannt, nachdem die Nord-Sud im Vorjahr in der bislang konkurrierenden Compagnie du chemin de fer métropolitain de Paris (CMP) aufgegangen war.
Unter einem elliptischen Gewölbe liegen zwei Seitenbahnsteige an zwei Streckengleisen. Die Station weist die ursprüngliche Pariser Standardlänge von 75 m, ausreichend für Fünf-Wagen-Züge, auf. Wegen der ursprünglich auf den Strecken der Nord-Sud vorhandenen Oberleitung ist sie geringfügig höher als die unter ähnlichen Gewölben liegenden CMP-Stationen. Anders als bei den von der CMP errichteten Stationen folgen die Seitenwände nicht der Krümmung der Ellipse, sondern verlaufen im unteren Bereich senkrecht. Typisch für die U-Bahnhöfe der Nord-Sud wurde die Station etwas prunkvoller als die Stationen der CMP erbaut. Die im Zuge einer Renovierung in der zweiten Hälfte des 20. Jahrhunderts angebrachten Wandverkleidungen wurden 2015 wieder entfernt.
Die einzige Zugang liegt an der nordwestlichen Ecke der Kreuzung der Rue de Vaugirard mit der Rue des Volontaires. Er befindet sich in einem eingeschossigen, gemauerten Gebäude, das 1910 errichtet wurde und auf das durch ein gelbes „M“ in einem Doppelkreis hingewiesen wird.

## Fahrzeuge

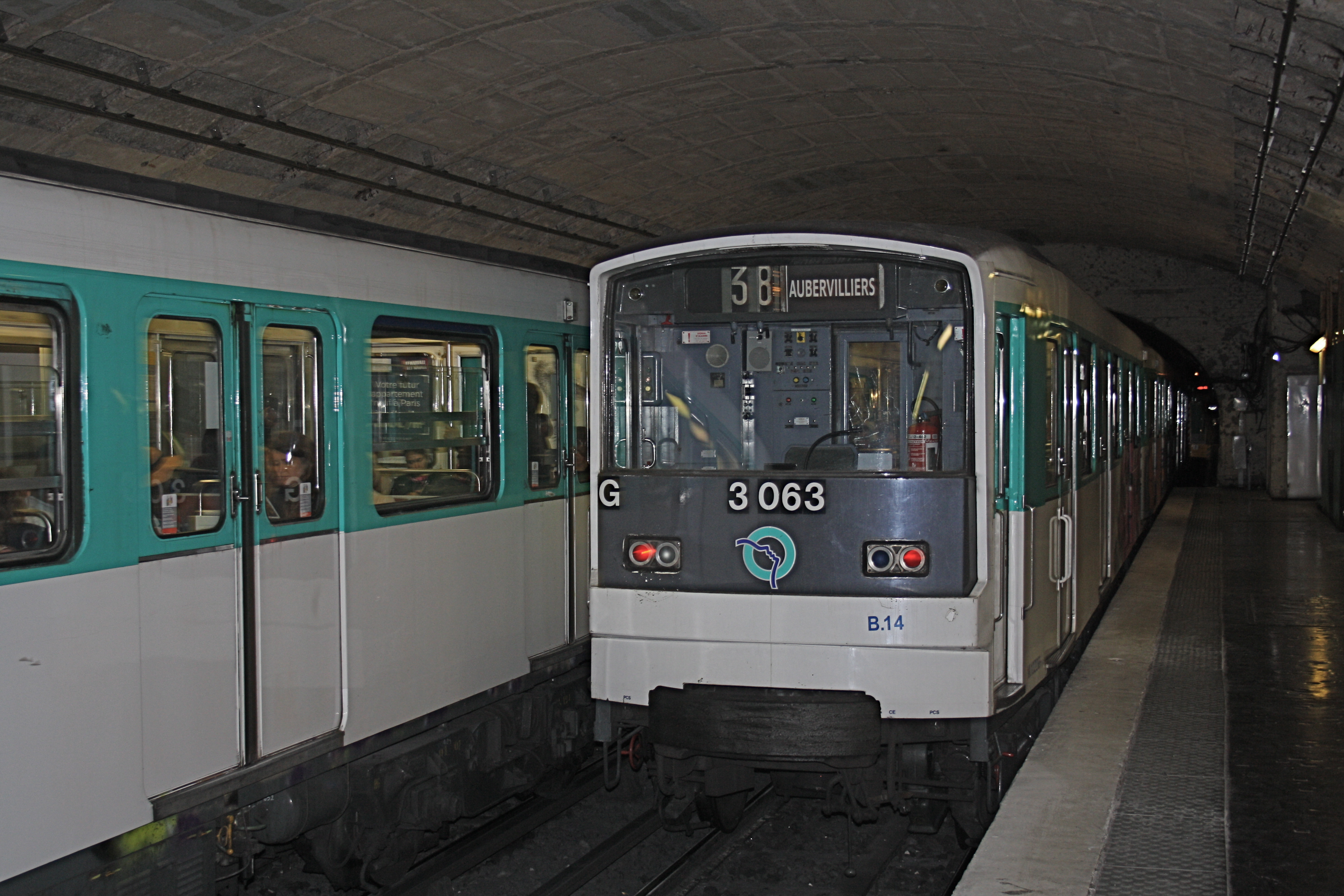
Züge der Baureihe MF 67 in der in Umbau befindlichen Station, 2017

Auf der Linie 12 verkehrten zunächst Züge der Nord-Sud-Bauart Sprague-Thomson, die sich in mehreren Punkten von den Sprague-Thomson-Fahrzeugen der CMP unterschieden. Auffallendes Merkmal war die Stromversorgung des führenden Triebwagens mittels eines Pantographen. Nach der Übernahme der Nord-Sud durch die CMP wurde diese Betriebsform in den 1930er Jahren aufgegeben. In den 1970er Jahren schieden die Nord-Sud-Züge zugunsten der Sprague-Thomson-Regelbauart aus, 1977 kamen dann moderne Züge der Baureihe MF 67 auf die Strecke.